# Freddy Monnickendam
Freddy Monnickendam (...) è un imprenditore e produttore televisivo belga.
È noto per aver fondato la sua compagnia SEPP International S.A., con la quale produceva le tre famose serie animate belghe-statunitensi I Puffi, Gli Snorky e Foofur superstar, più l'unica serie animata francese intitolata Piccola, bianca Sibert. Le prime tre erano in collaborazione con Hanna-Barbera, mentre l'altra era invece con BZZ Films.
Freddy Monnickendam produsse la serie televisiva de I Puffi fino al 1987, questo a causa del fallimento della sua compagnia (SEPP International S.A.) dovuta alla rottura di collaborazione tra lui e la Dupuis, la casa editrice che deteneva tutto il merchandising dei Puffi. E per le sue ultime due stagioni (datati 1988 e 1989), I Puffi vennero sempre prodotti con Hanna-Barbera ma con un'altra compagnia belga, chiamata Lafig S.A..

## Serie principali
- I Puffi / John e Solfami (437 episodi, 1981)
- Gli Snorky (108 episodi, 1984)
- Piccola, bianca Sibert (52 episodi, 1985)
- Foofur superstar (46 episodi, 1986)